# Accord de libre-échange entre l'Ukraine et l'AELE
L'accord de libre-échange entre l'Ukraine et l'AELE est un accord de libre-échange entre l'Ukraine et l'Association européenne de libre-échange, composée de l’Islande, du Liechtenstein, de la Norvège et de la Suisse. Il est signé le 24 juin 2010,  et appliqué le 1er juin 2012. L'accord concerne ainsi une baisse de droits de douane sur des produits industriels, mais aussi des mesures de protection d'investissements, sur les marchés publics ou sur le droit intellectuel